# Myrmarachne uvira
Myrmarachne uvira là một loài nhện trong họ Salticidae.
Loài này thuộc chi Myrmarachne. Myrmarachne uvira được Fred R. Wanless miêu tả năm 1978.